# Věra Kohnová

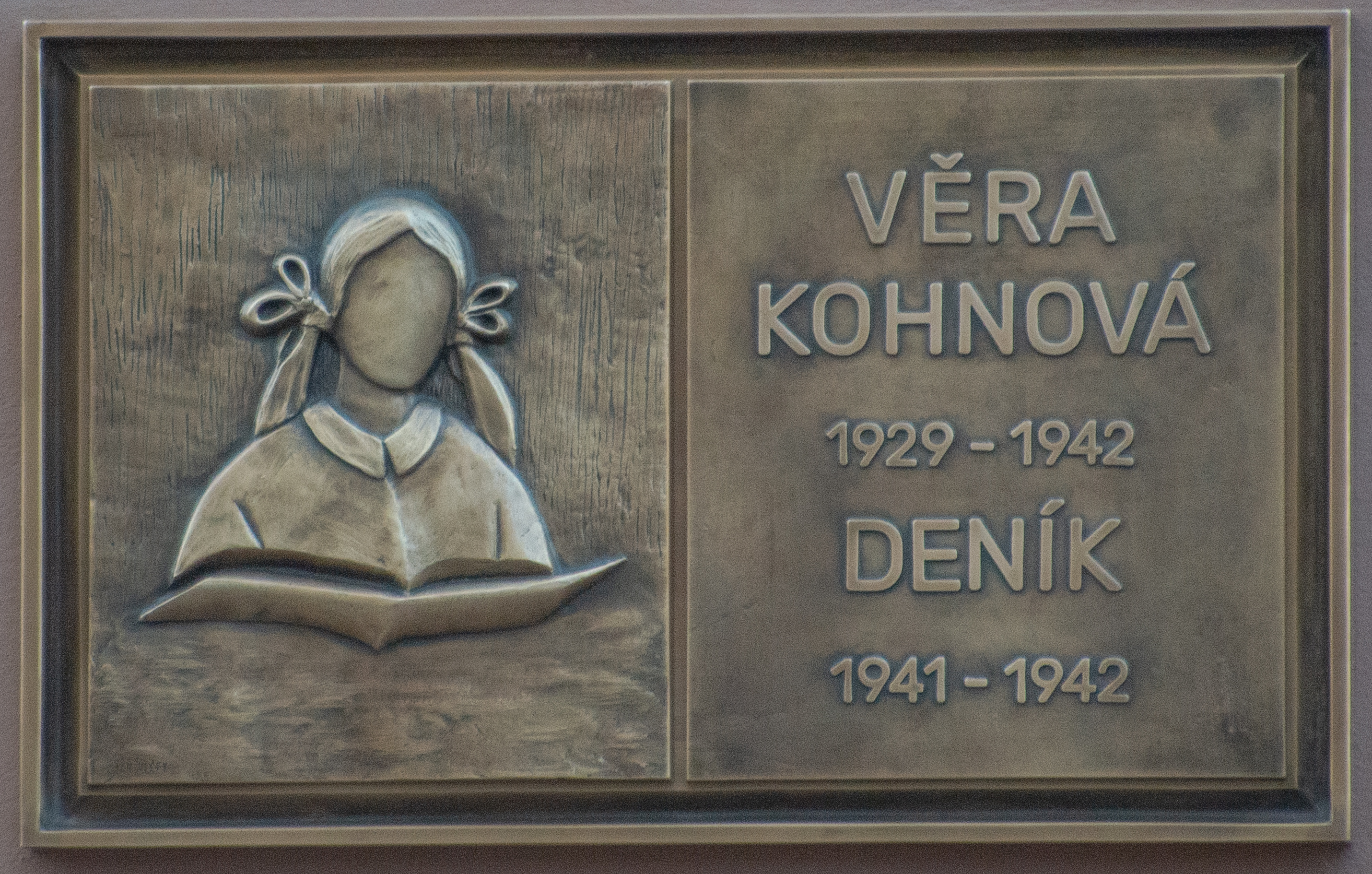
Gedenkplaat voor Kohnová

Věra Kohnová (Pilsen, 26 juni 1929 - Getto van Izbica, 1942), was een Joods meisje dat een dagboek bijhield van augustus 1941 tot januari 1942. In het dagboek beschrijft ze haar leven en dat van de Joodse inwoners van Pilsen ten tijde van de Duitse bezetting in Tsjecho-Slowakije. Kohnová werd vermoord in de Holocaust. Omdat ze dezelfde leeftijd had en omdat ze eveneens een dagboek bijhield, wordt ze vaak vergeleken met Anne Frank.
Het dagboek van Věra Kohnová werd 65 jaar lang bewaard door familievrienden. Het werd in 2006 gepubliceerd in het Tsjechisch, Engels en Duits. Een herziene editie, aangevuld met recent ontdekte historische feiten, werd in 2023 gepubliceerd.

## Biografie
Věra Kohnová werd in 1929 in Pilsen geboren als de dochter van Otakar Kohn (1889-1942), een ambtenaar bij het Pilsen ijzer- en metaalbedrijf Gustav Teller, en Melanie Langerová (1892-1942). Kohnová's ouders trouwden in 1923. Een jaar later werd hun eerste dochter geboren, Hanka. Kohnová was vijf jaar jonger dan haar zus en vierde haar tiende verjaardag in hetzelfde jaar dat de Duitsers Tsjecho-Slowakije binnenvielen.
Het gezin werd op 22 januari 1942 op transport gesteld naar het concentratiekamp Theresienstadt in het huidige Tsjechië. Op 11 maart 1942 werd het gezin vanuit Theresienstadt getransporteerd naar het Poolse getto van Izbica, waar zij twee dagen later werden vermoord.